# Miguel Arellano
Pour les articles homonymes, voir Arellano (homonymie).
Miguel Arellano, né le 2 mars 1941, à Zacatecas, au Mexique et mort le 10 mai 2021 à Cancún, est un ancien joueur mexicain de basket-ball.

## Palmarès
- Finaliste des Jeux panaméricains de 1967